# Евграфов, Юрий Анатольевич
Юрий Анато́льевич Евгра́фов (8 октября 1949, Москва ― 21 сентября 2021, Москва) — российский хоровой дирижёр, композитор, педагог. Заслуженный деятель искусств РФ (1995), профессор,. Член Союза композиторов.

## Биография
Юрий Анатольевич Евграфов родился 8 октября 1949 года в Москве.
- 1966 год — окончил Московское государственное хоровое училище (ныне имени А. В. Свешникова в составе Академии хорового искусства имени В. С. Попова).
- 1971 год — окончил дирижёрско-хоровое отделение Московской государственной консерватории имени П. И. Чайковского,
  - 1976 год — окончил композиторское отделение того же учебного заведения в  классе профессора С.А. Баласаняна.
- Композитор, хоровой дирижёр, педагог. Автор свыше 200 музыкальных произведений, а также значительного числа научных и учебно-методических работ, среди которых монография, статьи, эссе, репертуарные сборники, учебные программы и др.
- 1978 год — лауреат международного конкурса композиции (Таллинн).
  - С этого же года член Союза композиторов РФ (СССР).
- 1995 год — заслуженный деятель искусств РФ.
- С 1996 года — член правления, председатель комиссии хоровой музыки Союза композиторов Москвы.
- Профессор (2002).
- В качестве певца хора мальчиков Московского государственного хорового училища принял участие более чем в 150 концертах.
- Вёл концертную работу как дирижёр детских хоровых коллективов Дома пионеров Ленинградского района г. Москвы, Детской хоровой студии «Рассвет».
- В 1971-74 гг. — концертмейстер, дирижёр оркестра, дирижёр-хормейстер Ансамбля песни и пляски Центральной группы войск (около 400 концертов).
- В 1974-76 гг. — хормейстер Ансамбля имени В. С. Локтева.
- Руководимые Ю. А. Евграфовым учебные коллективы высших учебных заведений Москвы дали многие десятки концертных выступлений, в том числе в залах Московской консерватории, ГКЗ имени Чайковского, ГЦКЗ «Россия» и др.
- В 1991-92 гг. — художественный руководитель и главный дирижёр Камерного вокально-хорового коллектива Гостелерадио СССР.
- В 1994-95 гг. — художественный руководитель и главный дирижёр Тульского государственного хора (около 100 концертов).
- В качестве дирижёра многократно принимал участие в собственных авторских концертах, проходивших в Москве, Тамбове, Туле, других городах России. Всего выступил более чем в 1000 концертах. В репертуаре руководимых им коллективов было около 500 произведений различных эпох и стилей.

Неоднократно участвовал в работе жюри всесоюзных, всероссийских и международных смотров, конкурсов и фестивалей.

В различное время был членом экспертных советов:
- Российского государственного музыкального центра,
- Министерства образования РФ
- Министерств культуры РСФСР и РФ.

Член художественного совета международного фестиваля современной музыки «Московская осень».
Скоропостижно скончался 21 сентября 2021 года в Москве.

### Педагогическая деятельность
- Юрий Анатольевич Евграфов с 1976 года вёл научно-педагогическую деятельность в высших учебных заведениях Москвы: МГИК (1976—1995), АХИ им. В.Попова (1995—2011), МГИМ им. А.Шнитке (1996—2014).
- С 2011 года преподавал в Московской государственной консерватории им. П. И. Чайковского.

### Научные и учебно-методические труды
- На юбилейном вечере Академического мужского хора Эстонии. М: Сов.музыка, 1980, № 4
- Авторы рассказывают. М.: Сов. музыка, 1980, № 9
- Юбилей кафедры. М: Сов. музыка, 1982, № 3
- На юбилейном вечере М. А. Мееровича . М.: Сов. музыка, 1982, № 8
- На юбилейном вечере Г. Г. Эрнесакса. М: Сов. музыка, 1984, № 7
- Поёт хор (репертуарный сборник, составление) М.: Сов. Россия, 1984
- На авторских концертах А. Пылдмяэ и А.Немтина. М.: Сов. музыка, 1986, № 5
- Композиторы об исполнителях . М.: Сов. музыка. 1986 № 10
- Произведения советских композиторов для женского хора без сопровождения. Вып.1 (составление, вступительная статья с методическими указаниями). М.: Сов. композитор, 1987
- Произведения советских композиторов для женского хора без сопровождения. Вып.2 (составление, вступительная статья с методическими указаниями). М.: Сов. композитор, 1988
- Представительный смотр. М,: Сов. музыка, 1989. № 4
- Замечательные инициативы . М.: Сов. музыка, 1989. № 6
- Произведения советских композиторов для женского хора без сопровождения. Вып.3 (составление). М.: Сов. композитор, 1990
- Встреча наследников. М.: Муз. жизнь, 1991. № 7-8
- Хоровые произведения в переменном метре на фольклорной основе (составление, вступительная статья) . Серия «Библиотека студента-хормейстера». Вып.21.М: Музыка, 1991
- Произведения советских композиторов для женского хора без сопровождения. Вып.4 (составление). М.: Сов. композитор, 1992
- МИФИческий хор. М.: Муз. жизнь, 1992, № 21-22
- Киевский международный М; Муз. жизнь, 1993, № 4
- Московская осень. За? Против? Воздержавшиеся? М.: Муз. академия. 1994, № 2
- Годы в Хоровом училище. В сб. «Особняк на Большой Грузинской». М.: АХИ, 1994
- Элементарная теория мануального управления хором (монография). М.: Музыка, 1995
- Вечер памяти Татьяны Тауэр. М.; Звуки арфы, 1995
- Оживают образы Киевской Руси. М.: Балет, 1996, № 1
- Право на песни. М.; Муз. образование, 1997, № 1
- Хоровая аранжировка (учебная программа для училища). М.: Внутривуз труды АХИ, 1999
- Тепло таланта. М.; Муз. жизнь, 2000, № 3
- Поющий Красноярск. М.: Муз. жизнь, 2000, № 9
- Хоровой мастер-класс. М.: Муз. жизнь, 2001, № 9
- Учитель. К 100-летию С. А. Баласаняна . М.: Муз. академия, 2002, № 1
- Методика работы с хором (учебная программа). М.: Внутривуз. труды АХИ,1996
- Хоровой класс и класс дирижирования в Хоровом училище. В сб. «Академия хорового искусства: от училища к вузу». М.: «Форма-Т», 2006
- Музыка настигает нас неожиданно. В кн. «Иван. Козловский» М.: изд. «Наталис», Классик", 2005
- Юрий Евграфов. Генрих Сапгир: опыт вокального воплощения. — доклад в РГГУ,18 ноября 2005.http://science.rggu.ru/article.html?
- Хоровая музыка композиторов Москвы. Справочник. Составление(совместно с В.Кавериным), общая редакция М.: ИД Композитор, 2005
- Надежда МИФИ. В кн. «Мужской хор МИФИ» (статья) М.:ООО НИЦ «Инженер», 2007
- Сподвижники, соратники, друзья. В кн. «Государственный Академический Московский областной хор». М.: Империум Пресс, 2007
- Мы вместе учились… В кн. «Р.Ашинянц. Сладкое бремя». М.: ИД Композитор, 2007
- Юрий Евграфов, композитор — «Дети в саду» — опыт музыкального воплощения. 16.11.2007
- Виват, Владислав Соколов! — М.: Муз. академия, 2008
- Генрих великолепен… — Полилог: электронный научный журнал.- 2009, № 2.
- Пропоста и риспоста. — Мастер русской гармонии. К 80-летию Андрея Николаевича Мясоедова: сб. статей и материалов. М.: Изд-во ПСТГУ, 2009.
- Рапсодия на тему Эрнесакса. — Музыкальная академия, 2009, № 2
- Февраль или май? В кн."Посвящение моему хору". Юбилейное издание, посвящённое 40-летию камерного хора «Гаудеамус» МГТУ имени Н. Э. Баумана. М., "Типография «Новости»,2009
- Его многое сближало с гордой птицей… (доклад на научно-практической конференции, состоявшейся в рамках Фестиваля вокально-хоровой музыки памяти В. С. Попова). В сб. «Вокально-хоровая школа В. С. Попова». — М., АХИ им. В. С. Попова, 2010.
- В. С. Попов был неотразим в обаянии артистизма и живого юмора. В сб. «Виктор Попов в хоровом искусстве». — Серия «Библиотека Академии хорового искусства имени В. С. Попова». Том 1. (440с.) М.: ООО Издательство Композитор, 2010
- Ля бемоль! (о Ю. М. Уланове). В сб.: Материалы научно-практической конференции к 120-летию А. В. Свешникова «Хоровое училище имени А. В. Свешникова: связь времен». М.:Академия хорового искусства, 2011
- Труби,Николай, громче! (о Н. В. Кутузове). М.,Музыкальная академия, 2011, № 4
- Имя звонкое, счастливое (рецензия на книгу «Вл. Соколов. Жизнь в хоровом искусстве»). — «Музыкальная академия»,2012,№ 3
- «Болящий дух врачует песнопенье». — Музыкальная академия, 2014, № 1
- «Без поспешности и без отдыха» (в кн. Музыка, ты жизнь моя!: воспоминания, статьи, беседы (памяти А. Д. Кожевникова). М.: ААТРОНИК,2014.-456с., илл.:64с
- «А. Б. Хазанов: штрихи к портрету» (в кн. «А. Б. Хазанов: заметки оперного хормейстера»). — М.: Московская консерватория, 2014
- «Любимая пора»* М.: Музыкальная академия, 2015, № 4
- «Встречи с Тевлиным»* М.: Музыкальная академия, 2015, № 4
- «Читая между строк»* М.: Музыкальная жизнь,2016,№ 3
- «Искусство хорового пения: некоторые вопросы уровневых структур и теории смысла». М.: Вестник Академии хорового искусства, 2016, № 6
- Скрябин звучит в нашем доме. В кн. «Современные композиторы говорят о Скрябине» (сост. В.Рубцова). — М., Мемориальный музей А. Н. Скрябина, 2017
- Не забывать товарищей своих (памяти С. А. Баласаняна). — Музыкальная академия, 2017,№ 1, с. 30.
- и др.

### Список музыкальных произведений
- 1967 — Кортеж Орфея для тенора и ф-но. Стихи Г.Аполлинера, пер. М.Кудинова
  - Тибетская коза
  - Голубь
  - Павлин
  - Блоха
  - Мышь
  - Дельфин
  - Прощание
- 1968 — Две пьесы для ф-но
- 1968 — Маленькие песни для совсем больших детей. Стихи И.Заграевской
  - 1.Бабочка.
  - 2.Оленёнок.
  - 3.Лошадка.
  - 4. Про лису.
- 1969 — Красноярские напевы, для скрипки и ф-но.
- 1970 — Песни Пинежья, концерт для хора и сопрано-соло. Сл. народные.

```
      Памяти Анатолия Васильевича Евграфова.
```

- - 1.Светлая гриння.
  - 2.Зимоника-зима.
  - 3.Пей, моя головушка.
- 1971 — Ой, вы, горы. Сл.народные.
- 1974 — Солнце встаёт над землёй, кантата для солистов, мужского хора и симфонического оркестра.
  - 1.А у нас на Ладоге.
  - 2.Песни над миром.
  - 3.Прессконференция.
  - 4.Стёкла старого дома.
  - 5. Знамёна.
- Два романса на стихи Ф.Тютчева.

```
   Анастасии Васильевне Евграфовой.
```

- - 1.Поток. (1975)
  - 2. Под дыханьем непогоды.(1981)
- 1975 — Героям Орла и Белгорода, для смешанного хора, стихи Ф.Тютчева
- 1977 — Маленькие песни для совсем больших детей. Стихи И.Заграевской и Р.Фархади (ред.1977)
  - 1.Бабочка.
  - 2.Оленёнок.
  - 3.Лошадка.
  - 4. Про лису.
  - 5. Доктор Дятел.
- 1978 — Прощание с Таллином, для мужского хора

```
  35-летию Государственного академического мужского хора Эстонской ССР
```

- 1979 — Над Россией бескрайнею, для голоса и ф-но.
- 1979 — Красноярские напевы, для оркестра русских народных инструментов (2-я ред.1979)
- Лирические фрагменты (1980), для мужского хора.

```
   Государственному академическому мужскому хору Эстонской ССР
```

- - 1.Первый снег.
  - 2.Синяя радуга.
  - 3.Листья падают.
  - 4.Закатное солнце.
  - 5.Белые стяги зимы.
- 1980 — Сияй, Москва! Стихи Д.Кугультинова, пер. Ю.Нейман.
- 1981 — За зелёным лугом. Стихи А.Прокофьева.
- 1982 — Урожайная. Стихи В.Маяковского.
- 1983 — Русская песня. Стихи А.Дельвига.
- 1983 — Бабочка над снегом. Стихи И.Заграевской.
- 1983 — На пруде. Стихи И.Бунина.
- 1983 — Победило солнце. Стихи В.Гончарова.
- 1983 — Радуга по весне. Стихи Н.Флёрова.
- 1983 — В честь Густава Эрнесакса

(из цикла «Портреты мастеров»)
- 1983 — Кортеж Орфея (2-я редакция, для тенора и арфы)
  - 1.Тибетская коза
  - 2.Павлин
  - 3.Блоха
  - 4.Мышь
  - 5.Прощание
- 1984 — Знамя. Для смешанного хора. Стихи К.Симонова
- 1984 — Как жениться надумал царский арап. Для голоса-соло. Стихи А.Пушкина.
- 1985 — Античная сюита для флейты и арфы.

```
      Татьяне Тауэр
```

- 1986 — Двенадцать гравюр для арфы. (по мотивам рисунков П.Федотова)

```
      Вере Георгиевне Дуловой
```

- - 1.Автопортрет.
  - 2.Извозчик и квартальный.
  - 3. Молодой человек с бутербродами.
  - 4.Начальник и подчинённый.
  - 5. Взяточник.
  - 6.За чаепитием.
  - 7. Крестины.
  - 8. Шарманщик.
  - 9. Старость художника.
  - 10.Майор и Кульков.
  - 11.Набросок с гипса к «Вдовушке»
  - 12.Вдовушка.
- 1987 — Два стихотворения А.Кольцова для голоса-соло
- 1987 — В саду дней, камерная кантата для женского хора. Стихи А.Ахматовой.
  - 1. Под Коломной.
  - 2. Хочешь знать.
  - 3.Отрывок.
  - 4. Первая песенка.
  - 5.За озером луна.
  - 6.1941-й.
  - 7.И в День Победы.
  - 8.Небывалая осень
  - 9. Перед весной.
- 1989 — Как реку перейти?.. Сл.народные
- 1990 — Лубок. Для мужского хора. Сл.народные и А.Дельвига
- Осенний крик ястреба, оратория для солистов, смешанного хора и органа. Стихи И.Бродского.

```
   Памяти отца
```

- - 1.Северо-западный ветер.
  - 2.Рождественская звезда.
  - 3. Упавшие до нуля термометры.
  - 4. Ты забыла деревню.
  - 5. Сердце, обросшее плотью.
  - 6. Кафе «Неринга»
  - 7. но восходящий поток.
  - 8. К Урании.
  - 9. В жёлтом зрачке возникает злой блеск.
  - 10.Шведская музыка.
  - 11. И тогда он кричит.
  - 12.Рождественский романс.
  - 13. И в кружеве этом.
- 1993 — Виват, Владислав Соколов. Для смешанного хора.

(из цикла «Портреты мастеров»)
- 1993 — Пять песен на стихи Иосифа Бродского, для голоса и ф-но
  - 1.Пришёл сон.
  - 2.Чучело перепёлки.
  - 3.Ветер оставил лес.
  - 4.Февральская.
  - 5.Сельскохозяйственная.
- 1994 — Салют Гоффредо Петрасси. Для смешанного хора.

(из цикла «Портреты мастеров»)
- 1996 — Времена года.(2-я редакция 1996)
  - 1.Лето. Стихи С.Есенина
  - 2.Осень. Стихи С.Есенина
  - 3.Зима. Стихи Ф.Тютчева
  - 4.Весна. Стихи А.Блока
- Рондо для кларнета и фагота.(1983)
- 1997 — Ворон к ворону летит. Для хора. Стихи А.Пушкина
- 1998 — Сапгир-симфония. Для смешанного хора. Стихи Г.Сапгира.
  - 1.Поляна в горах.
  - 2.Скульптор вылепил Икара.
  - 3.Сон Земли.
  - 4.Псалом 132.
- 1999 — Голоса и мифы.

(Сапгир-симфония № 2). Для смешанного хора. Стихи Г.Сапгира.
- - 1.Ау.
  - 2.Умирающий Адонис.
  - 3.Из Катулла.
  - 4.Март.
- 2000 — Сапгир-симфония № 3.Для смешанного хора. Стихи Г.Сапгира
  - 1.Коза на верёвке.
  - 2.Тихий ангел.
  - 3.Стрекоза-соната.
  - 4.Измерение любви.
- 2000 — Уголок природы. Цикл пьес для ф-но
  - 1.Весёлая лягушка.
  - 2.Змея.
  - 3.Играют барашки.
  - 4.Лев — царь зверей.
  - 5.Крокодил заболел.
  - 6.Моль на разминке.
- 2001 — Уголок природы. (Вторая тетрадь. 2001)
  - 1.Голубая бабочка.
  - 2.Влюблённая корова.
  - 3.Верблюжьи воспоминания.
  - 4.Скачут белки.
  - 5.Про старого жука.
  - 6.Танец маленьких поросят.
- 2001 — Концерт для баса с хором. Стихи Г.Сапгира.
  - 1.Стрекоза-соната.
  - 2.Улитки.
  - 3.Песнь одинокого комара.
  - 4.Сонет-венок.
- Шесть хоров на стихи Е.Баратынского

```
    Владимиру Васильевичу Козлякову
```

- - 1.Чудный град
  - 2.Алкивиад
  - 3.Звезда
  - 4.Рим
  - 5.К мухе(2002)
  - 6.Болящий дух врачует песнопенье (2010)
- 2002 — Баласанян-соната (из цикла "Портреты мастеров). Для смешанного хора.
- 2003 — Страсти по Овсею. Вокально-хоровой цикл для тенора и смешанного хора. Стихи О.Дриза и Г.Сапгира
  - 1.Пророчество № 1
  - 2.Горела свеча
  - 3.Помню с Овсеем
  - 4.Белое пламя
  - 5.Во главе оравы
  - 6.Воздушный шарик
  - 7.На лице весёлом
  - 8.Красавица
  - 9.Можете меня поздравить
  - 10.Танец
  - 11.Пророчество № 2
- 2004 — Весна после лета. Цикл для смешанного хора. Стихи Н.Ладыгина.
  - 1.Мело полем.
  - 2.Осенний сон.
  - 3.У реки.
  - 4.Весеннее.
- 2005 — Предшествие словам. Концерт для сопрано и смешанного хора. Стихи Г.Сапгира.

```
   Людмиле Петровне Ершовой
```

- - 1.Черта.
  - 2.Круг.
  - 3.Белое и чёрное.
  - 4.Решётка.
  - 5.Белый лист.
- 2006 — Сапгир-симфония № 4 «Псалмы». Для смешанного хора. Стихи Г.Сапгира.
  - 1.Псалом 57
  - 2.Псалом 132
  - 3.Псалом 6.
  - 4.Псалом 116.
- Глинкинский романс, для тенора и мужского хора. Стихи А.Пушкина.
- 2007 — Притчи, концерт для смешанного хора. Стихи Книги Притч и А. Пушкина.
  - 1 Радость человеку
  - 2 Нашёл ты мёд?
  - 3.Прозябает трава
  - 4 Когда страна
- 2007 — Цирковые чудеса с пением и музыкой, для голоса и ф-но. Стихи Г.Сапгира.
  - 1.Представленье начинаем
  - 2.Олень-жонглёр
  - 3.Акробаты
  - 4.Клоун
  - 5.Галоп
  - 6.Силач
  - 7.Три артиста
  - 8.Укротительница
  - 9.Жираф
  - 10.Опасный номер
  - 11.Цирк сказочный
  - 12.Парад-алле
- 2008 — Сапгир-симфония № 5, для смешанного хора. Стихи Г.Сапгира.
  - 1.Бочка
  - 2.Поэт и музы
  - 3.Ты
  - 4.Акварель
- 2008 — Концерт для хора. Стихи Г.Сапгира.

```
      Памяти М.А.Парцхаладзе
```

- 2009 — Путеводитель по Карадагу, концерт для баритона и смешанного хора a cappella в пяти частях. Стихи Г.Сапгира.
- 2010 — Разноцветное сердце. Вокальный цикл для голоса и ф-но. Стихи С.Росина.
  - Распахни своё сердце
  - Больше, чем любовь
  - Смычок луны
  - Попугай
  - Мерило
  - Заключил контракт
  - Белый ангел
  - Головоломка
  - Попугайское танго
- 2010 — Слепой и море, концерт для баса, сопрано и смешанного хора. Стихи Г.Сапгира.
- 2011 — Песня о Тевлине, для смешанного хора.

(из цикла «Портреты мастеров»)
- 2011 — Здравствуй, дворец! Для голоса и ф-но. Стихи И.Ефановой.

(к 75-летию МГДДЮТ)
- 2012 — Детская литература. Концерт для смешанного хора. Стихи и тексты В.Шаламова
  - 1Эпиграф
  - 2Колымская весна
  - 3Федя
  - 4Последний бой майора Пугачева
  - 5Ягоды
  - 6Вспоминать Москву
  - 7Вальс
  - 8Плотники
- 2013 — Сапгир-симфония № 6. Для смешанного хора. Стихи Г.Сапгира.
  - Александру Ивановичу Куприну
  - Семья
  - Сегедилья
  - Четыре такта
- 2014 — Два хора на стихи А. С. Пушкина
  - 1.Апрель
  - 2.Пора замуж
- 2015 — О любви и небе. Диптих для смешанного хора.
  - 1.Про кота. Стихи А.Владковской
  - 2.О любви и небе. Стихи С.Росина.
- 2016 — Металлургическая кантата. Для смешанного хора.
- 2016 — Великий Генрих. Для смешанного хора. Стихи И.Ефановой.